# Georgia Damasioti
Georgia Damasioti (anhörenⓘgriechisch Γεωργία Δαμασιώτη, * 2. Juli 2003) ist eine griechische Schwimmerin.

## Leben und Karriere
Georgia Damasioti begann schon früh mit dem Schwimmen. Sie nahm im Dezember 2021 zum ersten Mal an einem großen internationalen Wettbewerb teil, als sie in Abu Dhabi bei den 15. FINA Weltmeisterschaften (25 m) antrat.
2023 konnte Damasioti beim Schwimmwettbewerb „Sette Colli“ in Rom den seit zwanzig Jahren bestehenden griechischen Rekord über 200 Meter Schmetterling brechen, als sie die Strecke in 2:09,74 Minuten schwamm.
Bei den Schwimmweltmeisterschaften von Fukuoka kam sie im selben Jahr über 200 Meter Schmetterling auf Platz 17, ein Jahr später, 2024 in Doha, schaffte sie es auf den 14. Platz mit 2:13,07 Minuten.
Damasioti konnte sich durch eine Zeit von 57,74 s über 100 Meter Schmetterling, ihre bis dahin neue persönliche Bestzeit, bei den Schwimmeuropameisterschaften 2024 für die Olympischen Sommerspiele 2024 qualifizieren, da sie schneller als die für die Spiele verlangten 57,92 s schwamm. Für diese Leistung gewann sie Silber. Außerdem wurde sie bei den Europameisterschaften Fünfte im Wettkampf über 200 Meter Schmetterling mit einer Zeit von 2:10,77 Minuten. Bei den Sommerspielen 2024 schied sie mit einer Zeit von 58:72 Sekunden im Vorlauf des Wettkampfes über 100 Meter Schmetterling auf Platz 23 aus. Bei 200 Meter Schmetterling kam sie bis ins Halbfinale, wo sie mit 2:10,15 Minuten den 15. Platz einnahm.
2025 nahm Georgia Damasioti an den Schwimmweltmeisterschaften in Singapur teil. Sie konnte im Halbfinale über 200 Meter Schmetterling einen neuen griechischen Rekord mit 2:08,39 Minuten aufstellen. Mit dieser Zeit konnte sie sich nicht für das Finale qualifizieren und schied somit auf Platz 10 aus.
Sie wird von ihrem Vater Georgios Damasiotis trainiert. Neben ihrer Schwimmkarriere studiert sie an der Wirtschaftsuniversität Athen das Fach Management von Wissenschaft und Technologie.